# Anna Wienhard

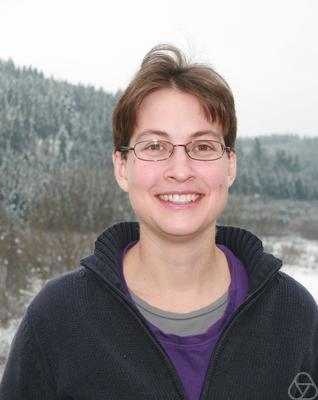
Anna Wienhard

Anna Katharina Wienhard (* 7. Oktober 1977) ist eine deutsche Mathematikerin, die sich mit Differentialgeometrie befasst. Seit 2022 ist sie Direktorin am Max-Planck-Institut für Mathematik in den Naturwissenschaften in Leipzig.
Wienhard wurde 2004 bei Werner Ballmann (und Marc Burger) an der Universität Bonn promoviert (Bounded cohomology and geometry). Als Post-Doktorandin war sie in Basel und 2005/06 und von 2009 bis 2012 am Institute for Advanced Study. Von 2005 bis 2007 war sie Dickson Instructor an der University of Chicago und von 2007 bis 2010 Director of Graduate Studies an der Princeton University sowie Assistant Professor. Von 2012 bis 2022 war sie Professorin an der Ruprecht-Karls-Universität Heidelberg, wo sie von 2020 bis 2022 als Direktorin die „Research Station Geometry and Dynamics“ leitete. Seit 2022 ist sie Direktorin am Max-Planck-Institut für Mathematik in den Naturwissenschaften in Leipzig.
Sie befasst sich mit Deformation geometrischer Strukturen (höhere Teichmüller-Theorie), diskreten Untergruppen von Liegruppen und Anosov-Darstellungen.
2016 war sie eingeladene Sprecherin auf dem Europäischen Mathematikerkongress in Berlin (mit O. Guichard: Positivity and higher Teichmüller theory). Für 2018 ist sie eingeladene Sprecherin auf dem Internationalen Mathematikerkongress in Rio de Janeiro. Sie ist Fellow der American Mathematical Society. Von 2012 bis 2014 war sie Sloan Research Fellow. Sie war von 2008 bis 2013 Mitglied der Jungen Akademie (Berlin-Brandenburgische Akademie der Wissenschaften und Deutsche Akademie der Naturforscher Leopoldina). 2012 hielt sie die Emmy Noether Lecture der Deutschen Mathematiker-Vereinigung. Seit 2017 ist sie Mitglied der Heidelberger Akademie der Wissenschaften und seit 2019 der Berlin-Brandenburgischen Akademie der Wissenschaften. Sie war im Herbst 2019 Clay Senior Scholar. Im Jahr 2023 wurde Anna Wienhard als Mitglied der Sektion Mathematik in die Nationale Akademie der Wissenschaften Leopoldina aufgenommen. 2023 erhielt sie den Hector Wissenschaftspreis.

## Schriften (Auswahl)
- An invitation to higher Teichmüller theory. Proceedings of the international congress of mathematicians, ICM 2018, Rio de Janeiro, Brazil, August 1–9, 2018. Volume II. Invited lectures. Hackensack, NJ: World Scientific; Rio de Janeiro: Sociedade Brasileira de Matemática (SBM). 1013-1039 (2018).
- mit O. Guichard: Positivity and higher Teichmüller theory. European congress of mathematics. Proceedings of the 7th ECM (7ECM) congress, Berlin, Germany, July 18–22, 2016. Zürich: European Mathematical Society (EMS)
- mit F. Guéritaud, O. Guichard, F. Kassel: Anosov representations and proper actions. Geom. Topol. 21, No. 1, 485-584 (2017).
- mit O. Guichard: Anosov representations: domains of discontinuity and applications. Invent. Math. 190, No. 2, 357-438 (2012).
- mit M. Burger, A. Iozzi: Surface group representations with maximal Toledo invariant. Ann. Math. (2) 172, No. 1, 517-566 (2010).
- Zwischen Flexibilität und Starrheit: Gruppenhomomorphismen und geometrische Strukturen. Mitt. Dtsch. Math.-Ver. 13, No. 2, 80-83 (2005).
- Bounded cohomology and geometry. Bonner Mathematische Schriften 368. Bonn: Univ. Bonn, Mathematisches Institut (Dissertation). 126 p. (2004).